# 礁溪漳福廟
漳福廟，是位於台灣宜蘭縣礁溪鄉龍潭村龍潭湖附近的一座廟宇，主祀開漳聖王及福德正神，陪祀觀音佛祖、玉皇上帝，配祀輔順將軍、張趙胡先生公，是附近居民（龍潭村14-18鄰）的信仰中心，早年主祀福德正神，興建年代已不可考，1917年（大正6年）居民鳩資籌建廟宇，並分靈壯圍永鎮廟開漳聖王合祀，命名為漳福廟迄今。
漳福廟設有管理委員會及大鼓隊、神將會（順信會）等團隊，每年在農曆十一月十五日謝平安時，由當年度值年爐主向主神擲筊，決定次一年度的值年爐主與頭家。

## 節慶祭儀
農曆正月初一子時　新春祈福儀式

農曆正月十五　許平安儀式

農曆二月十五子時　開漳聖王聖誕祝壽儀式

農曆二月十五　前往壯圍永鎮廟參加過火儀式

農曆七月二十二　慶讚中元普渡儀式

農曆十一月十五　謝平安儀式